# Сульфуризація
Сульфуризація (рос. сульфуризация, [сульфурирование], англ. sulfurization) — уведення двовалентної сірки в сполуки через реакції заміщення або приєднання з сіркою або її активними двовалентними сполуками (H2S5, H2S, S2Cl2).
RC=O —а→ RC=S a: P2S5, C5H5N
2Ar–H + S8 —а→ Ar–Sx–Ar a: KOH